# Richtiger Wert
Der Begriff richtiger Wert ist ein Begriff aus der Messtechnik und der Qualitätssicherung, er steht in enger Beziehung zum Begriff wahrer Wert. Der richtige Wert tritt an die Stelle des wahren Wertes, wenn es um quantitative Angaben eines Messergebnisses oder Merkmalswertes geht.

## Definitionen
Der wahre Wert (einer Messgröße) ist definiert als 

„Größenwert, der mit der Definition einer Größe übereinstimmt.“

Dieser ist in seiner Größe eindeutig, aber nicht ermittelbar. Deshalb gibt es als weiteren Begriff den richtigen Wert (DIN) oder vereinbarten Wert (VIM), der definiert ist als 

„Größenwert, der durch Vereinbarung einer Größe für einen gegebenen Zweck zugewiesen wird.“

Die grundlegende Normung zur Messtechnik bezeichnet entsprechend
- den wahren Wert der Messgröße als Ziel der Auswertungen von Messungen der Messgröße; er ist ein „ideeller Wert“,
- den richtigen Wert der Messgröße als „bekannter Wert“ für Vergleichszwecke, dessen Abweichung vom wahren Wert für den Vergleichszweck als vernachlässigbar betrachtet wird.

Der richtige Wert wird auch als konventionell richtiger Wert bezeichnet.
Dieses steht in Übereinstimmung mit der Normung zur Qualitätssicherung und Statistik.

## Anwendungen

### Beispiele für wahre Werte
Einer der wenigen wahren Werte, die in der Physik bekannt sind, ist die exakt durch Definition festlegte Lichtgeschwindigkeit im Vakuum mit {\displaystyle c} = 299792458 m/s. Als exakt bekannte Größe ist sie aber kein Ziel einer Messung mehr. Bei Auswertungen von Messungen ist kein wahrer Wert der Messgröße bekannt und eine numerische Rechnung mit dem Wert der Messgröße ist nur mit einem richtigen Näherungswert möglich, dessen Abweichung vom wahren Wert für den Vergleichszweck als vernachlässigbar betrachtet wird.
Weitere genau bekannte wahre Werte sind beispielsweise
- der Winkel des Vollkreises,
- eine endliche Anzahl von Elementen.

### Beispiele für richtige Werte
In der Praxis, z. B. im gesetzlichen Messwesen, gilt ein Messmittel als richtig, wenn seine systematischen Messabweichungen innerhalb festgelegter Fehlergrenzen liegen.
Bei einem Gewichtsstück wird ein zum Zwecke des Kalibrierens ermittelter Wert seiner Masse durch Vereinbarung als richtiger – den wahren Wert ersetzender – Wert festgelegt. Dazu wird der richtige Wert mit Messgeräten oder Normalen ermittelt, deren Messabweichungen dem Betrage nach mindestens um eine Zehnerpotenz kleiner sein sollen als der Betrag der Messabweichung, die für den vorgesehenen Zweck zugelassen ist. Der so gewonnene Wert kann vom Nennwert abweichen.
Der beste bekannte Wert für die elektrische Feldkonstante wird angegeben mit {\displaystyle \varepsilon _{0}} = 8.8541878188e-12 F/m mit der Unsicherheit 0.0000000014e-12 F/m. Wenn jemand die Kapazität {\displaystyle C} eines ebenen Plattenkondensators ausrechnen will mit {\displaystyle C=\varepsilon _{0}\varepsilon _{r}{\frac {A}{d}}}, wobei {\displaystyle A,\,d,\,\varepsilon _{r}} mit relativen Unsicherheiten von 1 % bekannt sind, so kann für diesen Zweck auch  {\displaystyle \varepsilon _{0}} = 8.854e-12 F/m als richtiger Wert anerkannt werden. Entsprechendes gilt für alle physikalische Konstanten.